# Człowiek z tatuażem
Człowiek z tatuażem – francuski film komediowy z 1968 z udziałem Jeana Gabin i Louisa de Funèsa.
Film był czwartym i zarazem ostatnim spotkaniem na planie filmowym dwóch znanych aktorów.

## Fabuła
Felicien Mezeray (Louis de Funès), znerwicowany handlarz dziełami sztuki, odkrywa pewnego dnia tatuaż na plecach starszego mężczyzny. Kobiecy obraz na skórze byłego żołnierza Legii Cudzoziemskiej, Legraina (Jean Gabin) jest zdaniem handlarza bez wątpienia dziełem Modiglianiego. Przekonany, że może na tym doskonale zarobić, postanawia kupić cenne dzieło za wszelką cenę. Ale zanim zostaje właścicielem tatuażu, sprzedaje go dwóm Amerykanom za gigantyczną kwotę.
Amerykanie tak bardzo chcą nabyć portret, że z góry płacą Felicienowi żądaną sumę, pozostawiając na jego głowie negocjacje z Legrainem. Ucieszony z - jak sądzi - transakcji swojego życia, Mezeray jest przekonany, że były legionista pozwoli mu zdjąć skórę z pleców. Stary wiarus wcale nie ma ochoty rozstawać się z naskórkiem, nawet gdy handlarz proponuje mu za tatuaż 20, a później nawet 50 mln franków. W końcu ulega, ale pod jednym warunkiem. Mezeray odrestauruje mu w zamian „starą ruderę” w Périgord, na co ten zgadza się bez namysłu.
Obaj jadą do letniego domku Legraina. Na miejscu Mezeray przezywa szok. „Mała rudera” okazuje się ogromnym średniowiecznym zamkiem, którego remont pochłonie majątek. Zmuszony jest dodatkowo spędzić noc w starym zamczysku. Tymczasem do zamku zakrada się trzech szabrowników.

## Obsada
- Jean Gabin: hrabia Montignac/ Legrain, były legionista
- Louis de Funès: Félicien Mézeray, handlarz
- Paul Mercey: Maurice Pello, murarz
- Jo Warfield: Larsen, amerykański biznesmen
- Donald von Kurtz: Smith, amerykański biznesmen
- Dominique Davray: Suzanne Mézeray, żona
- Pierre Tornade: miejscowy policjant
- Yves Barsacq: pocztowiec w Montignac
- Ibrahim Seck: czarnoskóry służący Mézeray
- Henri Virlojeux: pan Dubois, antykwariusz
- Hubert Deschamps: profesor Mortemont, dermatolog
- Patrick Préjean: detektyw
- Lyne Chardonnet: Valérie Mézeray, córka
- Pierre Guéant: Richard Mézeray, syn
- Jean-Pierre Darras: Lucien, listonosz w Montignac
- Michel Barbey: pilot helikoptera
- Danielle Durou: Justine Pello, panna młoda
- Pierre Repp: wieśniak z krową
- Rudy Lenoir: kelner
- Iska Khan: instruktor judo

## Produkcja
Na planie filmowym między de Funèsem a Gabinem często dochodziło do sprzeczek. Aktorzy zbytnio nie przepadali za sobą i odnosili się do siebie z dystansem. De Funès cały czas zwracał się do Gabina per pan. Gabin uważał zaś de Funèsa za człowieka nieprzyjemnego i skrycie miał mu za złe, że w tym czasie był większa gwiazdą niż on.
Sceny zamkowe były kręcone na Zamku Paluel znajdującym się w Akwitanii, w miejscowości Saint-Vincent-le-Paluel. Zamek do dziś jest własnością prywatną, dlatego odwiedzenie go jest utrudnione.